# Kapel Onze-Lieve-Vrouw van Rust en Vrede

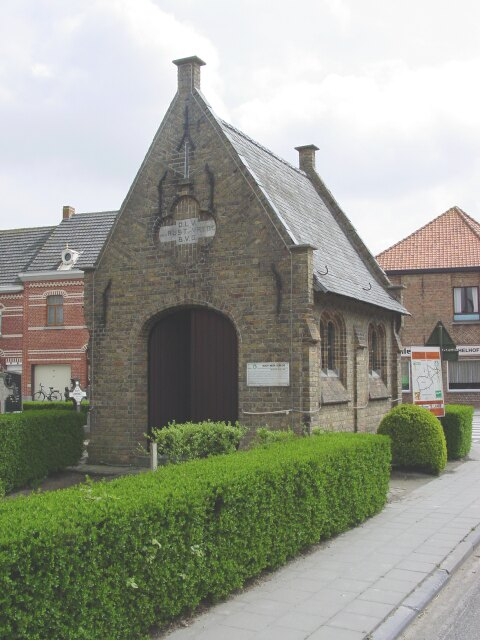
De Kapel Onze-Lieve-Vrouw van Rust en Vrede in 2004

De Kapel Onze-Lieve-Vrouw van Rust en Vrede (ook: Kapel Onze-Lieve-Vrouw van Vrede) is een gedenkkapel die zich bevindt op het kerkhof van de tot de West-Vlaamse gemeente Ieper behorende plaats Bikschote, nabij de Bikschotestraat.
In de kapel worden een viertal Franse militairen herdacht die sneuvelden bij de Eerste Slag om Ieper (1914) en de Derde Slag om Ieper (1917), waarbij Bikschote enkele malen werd bezet en ontzet. Ook een gesneuvelde Duitse militair kreeg een herinnering.
De bakstenen kapel werd gebouwd omstreeks 1921 in neogotische stijl. Hij bevat een altaar en enkele heiligenbeelden, waaronder een Mariabeeld. De ingangsopening heeft een korfboog.